# Sturzkampfgeschwader 2
2-я эскадра непосредственной поддержки войск «Иммельман» (сокращённо SG2 «Иммельман») (нем. Schlachtgeschwader 2 «Immelmann») — эскадра штурмовой авиации люфтваффе. Известна тем, что в её рядах летал, а позднее командовал немецкий ас Ганс-Ульрих Рудель. Соединение является абсолютным лидером по числу награждений Рыцарским крестом.

## История
1 мая 1939 года из нескольких отдельных эскадрилий пикирующих бомбардировщиков была организована 2-я эскадра пикирующих бомбардировщиков «Иммельман», сокращённо StG2 «Иммельман» (нем. Sturzkampfgeschwader 2 «Immelmann»), названная в честь в аса Первой мировой войны Макса Иммельмана. На вооружении эскадры находились пикирующие бомбардировщики Junkers Ju 87 «Штука», составляющие основу штурмовой авиации нацистской Германии.
Самолёты эскадры оказывали непосредственную поддержку сухопутным войскам в ходе вторжения в Польшу и во Францию и внесли большой вклад в их, успешный для вермахта, исход. Лётчику эскадры Франку Нойберту удалось первым в войне сбить вражеский самолёт. Во время воздушного наступления на Англию пикирующие бомбардировщики StG2 понесли большие потери из-за противодействия истребителей Королевских ВВС. Переброшенные на Средиземноморский театр военных действий пилоты эскадры отличились в ходе Битвы за Крит, операций против кораблей британского Средиземноморского флота и поддержке действий Немецкого Африканского корпуса.
Накануне нападения на СССР, основные силы эскадры были переброшены на Восточный фронт. Юнкерсы StG2 участвовали в операциях по окружению основных сил советского Западного фронта, затем были переброшены в район Ленинграда. Осенью 1941 года, штурмовики эскадры провели серию успешных налётов на корабли Балтийского флота, в результате которых несколько крупных кораблей получили тяжёлые повреждения. В течение 1942 года подразделения эскадры перебрасывались на различные участки советско—германского фронта, принимая участие в стратегических операциях вермахта — Битве за Москву, Крымском наступлении, наступлении на Кавказ и Сталинградской битве. В ходе этих боевых действий выяснилось, что пикирующие бомбардировщики Ju 87 морально устарели и уже не отвечают требованиям, предъявляемым к штурмовой авиации. Также значительно выросли потери среди личного состава — в течение полугода эскадра потеряла около 100 экипажей, при этом погибло 2 командира групп и 6 командиров эскадрилий.
Уже в 1943 году из состава эскадры было выделено несколько подразделений, которые в боевых условиях испытывали новые образцы самолётов: Henschel Hs 129, штурмовую модификацию истребителя Focke-Wulf Fw 190 F и противотанковую модификацию Ju 87 G. В первой половине 1943 года StG2 также участвовали Харьковской битве, воздушных сражениях на Кубани и Курской битве. В последней, на базе штаба эскадры было создано «Боевое соединение Купфер» (нем. Gefechtsverband Kupfer), во главе с командиром StG2 Э. Купфером, объединившее всю штурмовую авиацию люфтваффе на данном участке фронта. Осенью 1943 года, по распоряжению Купфера, возглавившего к тому времени командование штурмовой авиации рейха, все эскадры пикирующих бомбардировщиков подлежали преобразованию в эскадры непосредственной поддержки войск и переоснащению самолётами Fw 190 °F и Ju 87 G. 
6 октября 1943 года пикировщики эскадры действовали в качестве морской авиации, приняв участие в потоплении в Чёрном море эсминцев "Способный" и "Беспощадный" и лидера эсминцев "Харьков", которые проводили у южного побережья Крыма набеговую операцию. 8 октября 1943 года 2-я эскадра пикирующих бомбардировщиков «Иммельман», была переименована в 2-ю эскадру непосредственной поддержки войск «Иммельман», сокращённо SG2 «Иммельман» (нем. Schlachtgeschwader 2 «Immelmann»).
Начиная с осени 1943 года и до конца войны «Иммельман» перебрасывалась на наиболее сложные участки фронта, сражаясь над Правобережной Украиной, Крымом, Молдавией, Румынией, Курляндией, Польшей и Германией. Среди пилотов эскадры особенно отличился Ганс-Ульрих Рудель, совершивший в ходе войны, по данным люфтваффе, 2530 боевых вылетов, во время которых уничтожил около 2000 единиц боевой техники, в том числе 519 танков, 150 самоходных орудий, 4 бронепоезда, два крейсера, эсминец и линкор «Марат», а также сбивший 9 самолётов противника. Он же и стал последним командиром эскадры, капитулировавшим вместе со своими подчинёнными.
Эскадра сдалась в 1945 году американцам в Чехословакии, перелетев на своих самолетах на американский аэродром после подписания капитуляции. При этом наземный персонал, двигавшийся в сторону американцев по земле, был атакован и уничтожен чешскими партизанами.

## Командиры
- 2-я эскадра пикирующих бомбардировщиков «Иммельман» (нем. Sturzkampfgeschwader 2 «Immelmann»)
- 2-я эскадра непосредственной поддержки войск «Иммельман» (нем. Schlachtgeschwader 2 «Immelmann»)
  - Майор Купфер, Эрнст

## Организация
- 2-я эскадра пикирующих бомбардировщиков «Иммельман» (нем. Sturzkampfgeschwader 2 «Immelmann»)
- 2-я эскадра непосредственной поддержки войск «Иммельман» (нем. Schlachtgeschwader 2 «Immelmann»)

## Комментарии
1. ↑  В Средиземноморье осталась одна из трёх групп эскадры. Это было обычной практикой в люфтваффе, когда авиагруппы одной воздушной эскадры одновременно воевали за тысячу километров друг от друга.